# Hywel Lloyd

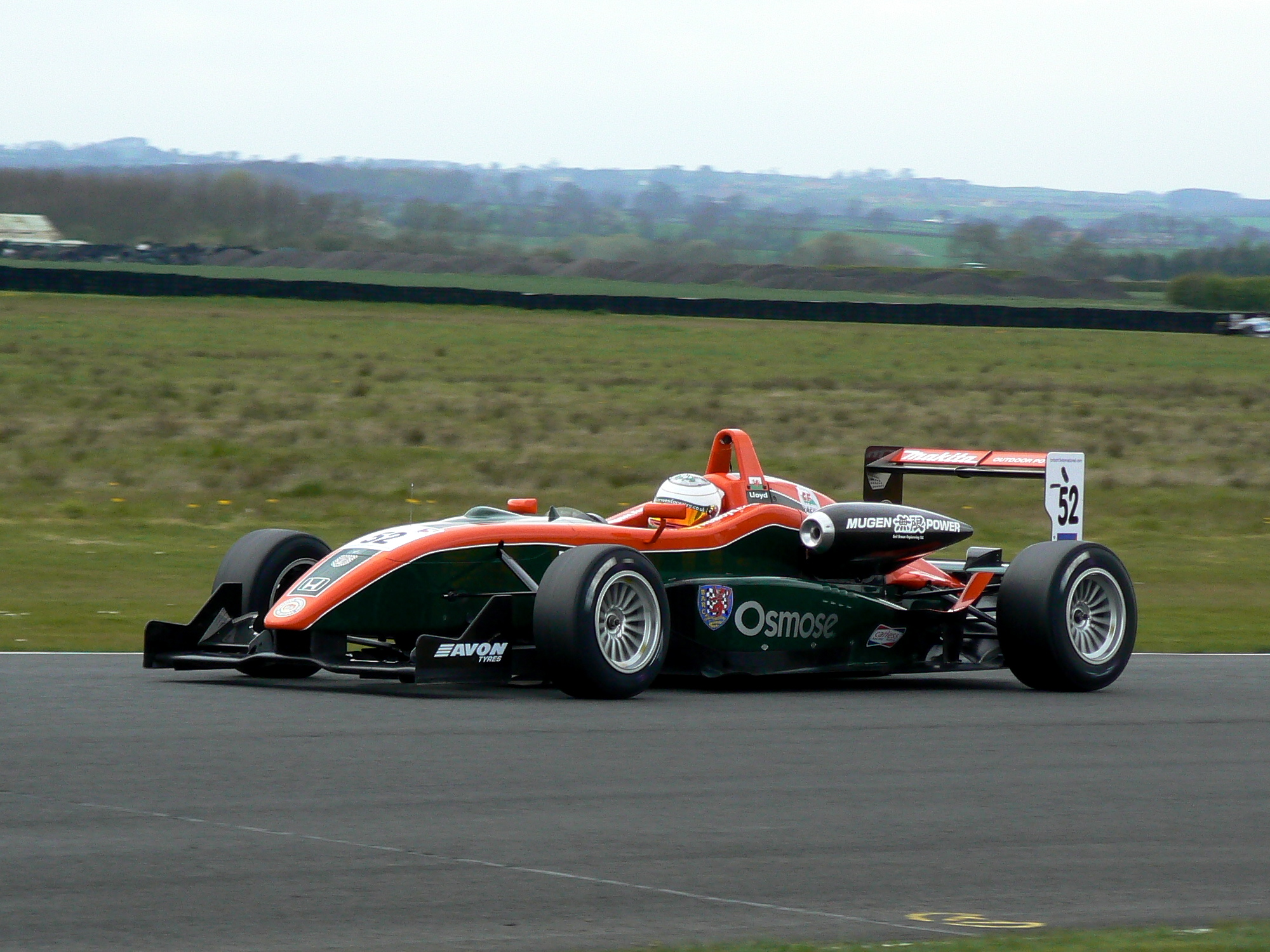
Hywel Lloyd 2008 British F3 Croft

Hywel Lloyd (Corwen, 14 maart 1985) is een autocoureur uit Wales die anno 2010 deelneemt aan het Britse Formule 3-kampioenschap voor zijn "familieteam" CF Racing. Lloyd won de Formule Renault BARC in 2007 voordat hij overstapte naar het hoofdkampioenschap.
In 2010 vervangt Lloyd Narain Karthikeyan bij PSV Eindhoven in de Superleague Formula in de ronde op Adria.